# 露橋水処理センター

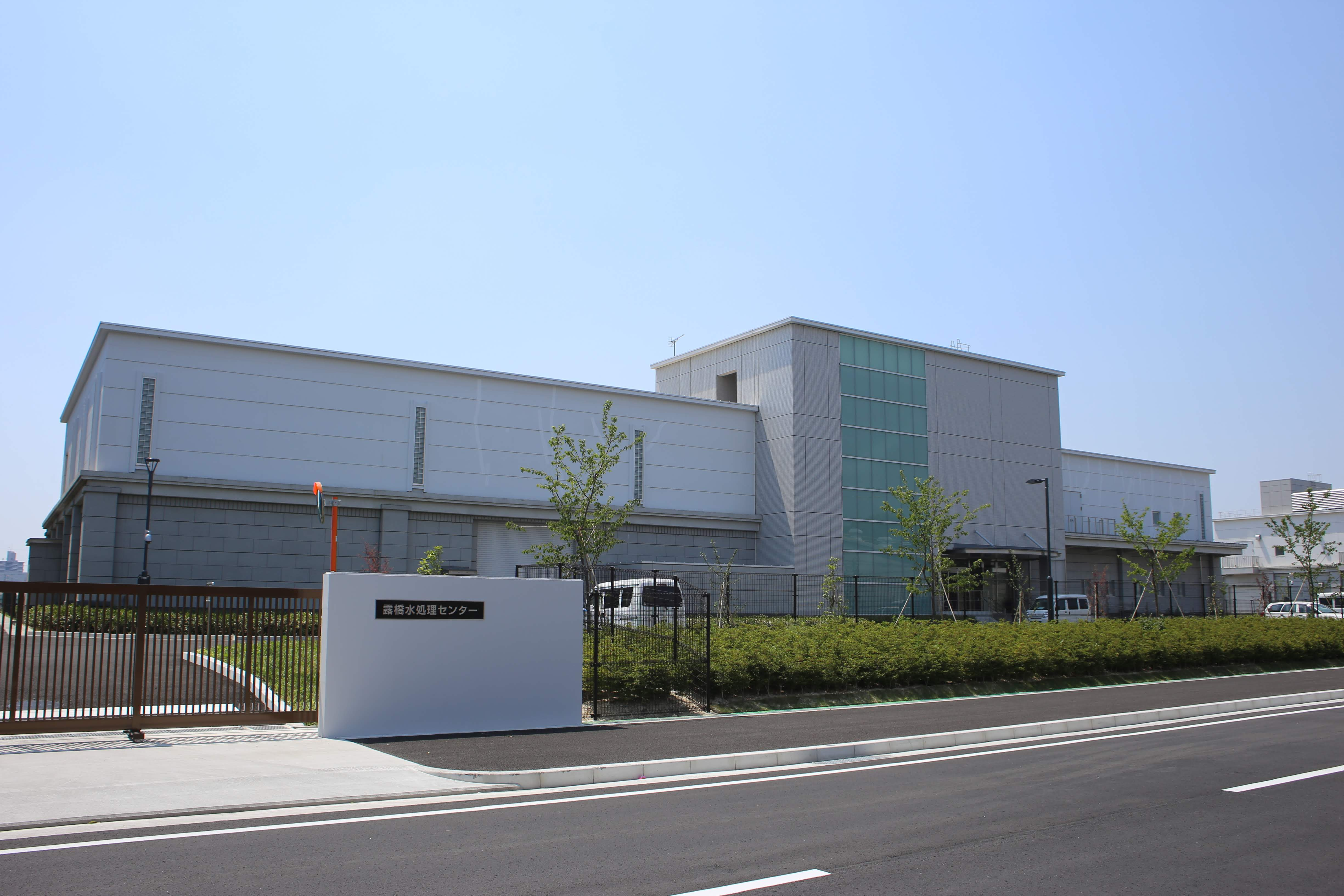
露橋水処理センター（2019年5月）

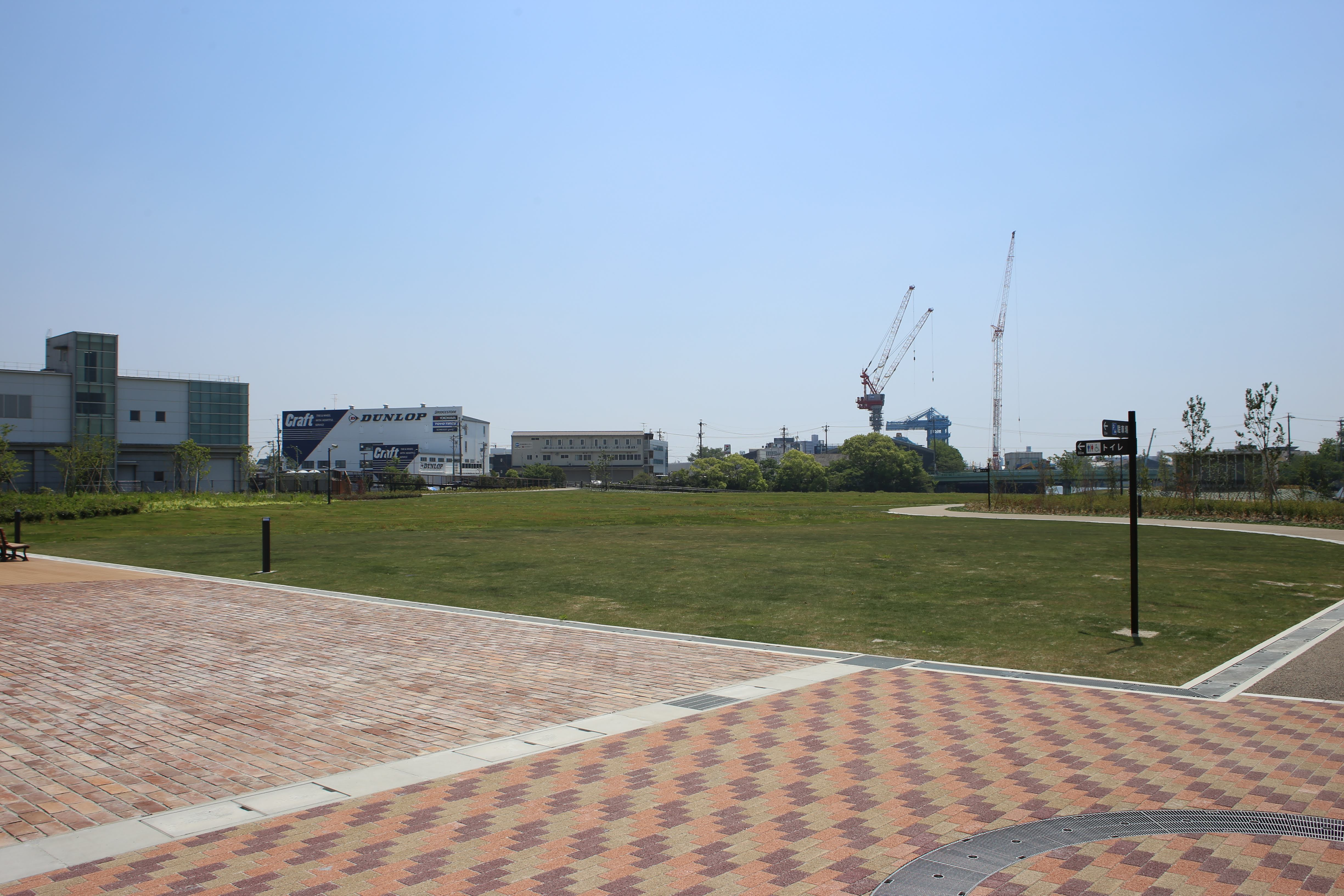
広見憩いの杜（2019年5月）

露橋水処理センター（つゆはし みずしょりセンター）は、愛知県名古屋市中川区広住町10番50号にある名古屋市上下水道局の下水処理施設。
かつては「露橋下水処理場」という名称であったが、2008年（平成20年）4月に、市上下水道局が下水処理場の呼称を「水処理センター」に変更した事に伴い、現在の名称となった。処理水は中川運河に放流されており、一部（30,000m3 / 日）は名古屋駅の南に位置する「ささしまライブ24地区」に送水し、地域冷暖房の熱源利用、修景用水としての利用、中川運河堀止部の水循環促進を目指した高度処理水活用事業を実施している。
西区・中村区・中川区・の各一部を処理区域としており、処理能力は80,000m3 / 日
また、雨水ポンプ場としての役割もあり、総排水能力は、612m3 / 分である。

## 概要
1932年（昭和7年）9月に西部下水道幹線の抽水場(ポンプ所)に施設を増築する計画で建設に着手し、1933年（昭和8年）11月に下水の簡易処理を開始した下水処理場である。さらに、1936年（昭和11年）11月には中川運河の水質汚濁防止のため、活性汚泥法による高級処理施設を建設した。   
その後、開設から70年が経過した施設の老朽化対策や中川運河の水質改善を目的として、より浄化能力の高い高度処理への転換のため、2004年（平成16年）3月をもって下水処理を一旦停止して全面的に改築更新する工事に着手した。
工事は2017年（平成29年）に完了し、試験期間を経て同年9月から水処理施設が本格稼働した。なお、工事期間中は本来ここで処理され
るはずの下水は打出水処理センターで処理された。
高度処理は、微生物の作用を利用することで赤潮の原因となる窒素やリンを取り除くことが可能である。
また、工事期間中も雨水は排水しなければならないため、施設内の既存の雨水ポンプ所を供用しながら、別のスペースに先行して新ポンプ所を建設し、排水機能を確保した後に他の施設の建設を行うことで対応した。新ポンプ所施設は2010年（平成22年）に完成した。
改築後は水処理施設を最大深さで約25m掘削し、沈殿池の二層化や反応タンクの深層化などを行うことにより地下化し、地上部を市民へ開放する開かれた空間づくりを目指して中川運河沿いの道路を廃止し「広見憩いの杜」が整備された。
「広見憩いの杜」は2019年（平成31年）3月に完成し、「水と緑の日常」をテーマに、桜並木やミスト噴水、改築前の施設の円形沈殿池の記憶を残す芝生広場が整備された。

## 諸元
- 所在地 - 愛知県名古屋市中川区広住町10番50号[1]
- 処理方式 - 嫌気無酸素好気法[1]
- 処理区域 - 西区・中村区・中川区・の各一部[1]
- 処理能力 - 80,000m3 / 日[1]
- 排除方式 - 合流式[1]
- 放流河川 - 中川運河[1]
- 運転開始 - 1933年（昭和8年）
- 改築後 - 2017年（平成29年）9月[1]
- 沈砂池 - 5池[1]
- 最初沈でん池 - 8池[1]
- 反応タンク - 8槽[1]
- 最終沈でん池 - 16池[1]
- 急速ろ過施設 - 8池[1]

## 交通アクセス
- 名古屋臨海高速鉄道あおなみ線 ささしまライブ駅下車、徒歩で約16分[1]。
- 名鉄名古屋本線 山王駅下車、徒歩で約10分[1]。
- 名古屋市営バス（市バス）「猿子橋」停留所、または「柳原橋」停留所下車、いずれも徒歩で約5分[1]。

## その他
改築工事中の2005年（平成17年）5月13日には現場の地中からアメリカ製の不発弾2発が発見されて工事が中断し、一時周辺道路が通行止めとなった。また、後日撤去作業が行われた際に避難所が開設されることになった。